# DJ KAORI'S INMIX V
『DJ KAORI'S INMIX V』は、日本のDJDJ KAORIのミックス・アルバムである。2010年2月10日発売。

## 概要
- メジャー・デビュー10周年1枚目の作品であり、20枚目となるミックスCDである。

## 収録曲
1. バッド・ロマンス/レディー・ガガ(4:16)
2. 炎のダンスフロア/ショーン・キングストン(3:54)
3. ショッツ feat.リル・ジョン/LMFAO(2:16)
4. ホテル・ルーム・サービス（キミにチェック☆イン）/ピットブル(2:33)
5. La La La/LMFAO(3:11)
6. アイ・ガッタ・フィーリング/ブラック・アイド・ピーズ(3:00)
7. ギヴ・イット・オール・ユー・ガット feat.Kee/リル・ジョン(2:15)
8. セクシー・ビッチ feat.エイコン/デヴィッド・ゲッタ(3:12)
9. ダウン feat.リル・ウェイン/ジェイ・ショーン(3:31)
10. バースデイ・セックス [Up-Tempo Remix]/ジェレマイ(2:18)
11. ウィ・ラン・L.A. feat.Dr.Hollywood/Ya Boy(3:01)
12. ポン・デ・フロア feat.ヴァイヴス・カーテル/メジャー・レイザー(2:30)
13. アラブ・マネー feat.ロン・ブロウズ/バスタ・ライムス(1:29)
14. ミリオン・バックス feat.スウィズ・ビーツ/マイノ(2:52)
15. エヴリシング、エヴリデイ、エヴリホエア feat.ケリー・ヒルソン/ファボラス(2:56)
16. セイ・アー/トレイ・ソングス(2:36)
17. ベイビー・バイ・ミー feat.Ne-Yo/50セント(2:27)
18. ハード feat.ジージー/リアーナ(2:28)
19. バック・トゥ・ザ・クリブ feat.クリス・ブラウン/ジュエルズ・サンタナ(2:32)
20. ロンピン・ショップ feat. Spice/ヴァイブス・カーテル(2:30)
21. オブセスト ［Remix feat.グッチ・メイン］/マライア・キャリー(3:06)
22. ジャスト・ア・キッス/ミション(2:19)
23. ベスト・アイ・エヴァー・ハッド/ドレイク(2:37)
24. ロッキン・ザット・シット［Remix］/ザ・ドリーム(2:36)
25. ノック・ユー・ダウン feat.カニエ・ウェスト&Ne-Yo/ケリー・ヒルソン(2:46)
26. キス・ミー・スルー・ザ・フォン feat.サミー/ソウルジャ・ボーイ(2:07)
27. ザ・デディケーション (Ay DJ) feat.ロイド/ジブス(2:12)
28. ベッドロック feat.ロイド/ヤング・マネー(2:12)
29. グッバイ/クリスティニア・デバージ(1:57)
30. アウタ・ヒア/エズミー・デンターズ(1:19)